# Chacoche (distrito)
O Distrito peruano de Chacoche é um dos nove distritos que formam a Província de Abancay, situada no Apurímac, pertencente a Região Apurímac, Peru.

## Transporte
O distrito de Chacoche é servido pela seguinte rodovia:
- PE-30A, que liga o distrito de Nazca (Região de Ica) à cidade de Abancay (Região de Apurímac)[2][3][4]